# BETA Cargo
A BETA Cargo (Brazilian Express Transportes Aéreos) egy brazil teherszállító légitársaság volt. Nemzetközi teherszállító járatokat üzemeltetett Észak- és Dél-Amerikában. Fő bázisa a São Paulo-Guarulhos nemzetközi repülőtér volt.

## Története
A légitársaságot 1990-ben alapították Brasair Transportes Aéreos néven. 2012. július 10-én a légitársaság elvesztette működési engedélyét.

## Balesetek és incidensek
- 2004. október 23-án a BETA Cargo Boeing 707-es repülőgépe egy járatot készült teljesíteni az Eduardo Gomes nemzetközi repülőtér és São Paulo-Guarulhos nemzetközi repülőtér között, azonban egy "hangos zaj" miatt megszakította a felszállást Manausban. A repülőgép ezt követően jobbra kezdett dőlni. Úgy tűnt, hogy az egyik futómű átszakította a jobb szárnyat. A 37 éves repülőgépet nyugdíjazták.[1][2]

## Fordítás
Ez a szócikk részben vagy egészben  a   BETA Cargo című angol Wikipédia-szócikk ezen változatának fordításán alapul.  Az eredeti cikk szerkesztőit annak laptörténete sorolja fel. Ez a jelzés csupán a megfogalmazás eredetét és a szerzői jogokat jelzi, nem szolgál a cikkben szereplő információk forrásmegjelöléseként.